# Récepteur de la transferrine
Pour les articles homonymes, voir TFR.
Le récepteur de la transferrine (ou TfR pour Transferrin Receptor) est un dimère situé à la surface des cellules permettant l'endocytose de la transferrine. Chez l'humain, ce récepteur est exprimé dans tous les types cellulaires.

## Mécanisme
Lorsqu'une transferrine se fixe sur le récepteur, le complexe ainsi formé est endocyté. Le pH de l'endosome créé diminue sous l'action des pompes à protons situées sur la membrane de l'endosome. Cette acidification provoque un changement de la conformation spatiale du complexe, menant à la dissociation du fer et de la transferrine. Ensuite, la ferriréductase STEAP3 réduit le fer ferrique (Fe3+) en fer ferreux (Fe2+), permettant au transporteur DMT1 (en) de l'exporter dans la cellule. Chez les cellules macrophages, ce n'est pas l'exporteur DMT1 qui exporte le fer, mais son homologue Nramp1 (en).

## Homologues
Il existe deux types de récepteurs de la transferrine :
- TfR1 (ou TFRC) Ce récepteur possède cinq éléments de réponse au fer ou IRE (Iron Responsive Element) dans la partie 3' non-traduite de son ARNm. En situation de carence en fer dans la cellule, des IRP se fixent sur ces IRE. La fixation d'au moins trois IRP inhibe la dégradation de cet ARNm[6], provoquant une augmentation de la concentration de récepteur à la surface de la cellule.

- TfR2 Ce récepteur est exprimé chez les cellules hépatocytes, les cellules érythroïdes et des cellules du duodénum[5]. La transferrine a une affinité environ 30 fois inférieure pour ce récepteur que pour TfR1[5].